# جوميث دابيلا وتوليدو
جوميث دابيلا وتوليدو
ثاني مركيز دي فيلادا، معلّم الملك فيليب الثالث ملك إسبانيا (ألف وخمسمائة وواحد وأربعون – ألف وستمائة وستة عشر)
جوميث دابيلا وتوليدو، ثاني مركيز دي فيلادا (آبيله، ألف وخمسمائة وواحد وأربعون – دير سان لورينثو دي إل إسكوريال، سبعة وعشرون من يوليو ألف وستمائة وستة عشر) كان نبيلاً ورجل بلاط إسبانياً، اشتهر خصوصاً بخدمته للملك فيليب الثالث ملك إسبانيا.
كتب كانت مملوكة لجوميث دابيلا
السيرة
وُلد في مدينة آبيله، في أسرة نبيلة مهمة بالمدينة. وهو ابن سانشو دابيلا وخوانا إنريكيز دي توليدو. كان لجوميث إخوة آخرون:
دييغو إنريكيز دي غوثمان، فارس من فرسان وسام القديس يوحنا المعروف بمالطا.
فرناندو دي توليدو، فارس من وسام ألكانتارا.
فدريكه دي توليدو، توفي وهو طفل.
تيريثا دي توليدو (ألف وخمسمائة وخمسة وأربعون – ؟)، راهبة في دير سانتا آنا التابع لرهبانية السيسترسيين في آبيله.
سانشو دابيلا وتوليدو، أسقف بلاسنسيا (ألف وخمسمائة وستة وأربعون – ألف وستمائة وخمسة وعشرون).
تُوفي والده سنة ألف وخمسمائة وستة وأربعين، وكان جوميث حينها في الخامسة من عمره.
قصر جوميث دابيلا في مسقط رأسه آبيله
في سنة ألف وخمسمائة وثلاثة وخمسين، بدأ مع إخوته دييغو وفرناندو خدمة الأمير دون كارلوس، الابن البكر للملك فيليب الثاني. بعد ثمانية أعوام، توفي جده لأبيه، جوميث دابيلا الكبير، فخلفه في لقب ثاني مركيز دي فيلادا. في سنة ألف وخمسمائة وستة وستين، تزوج من آنا دي توليدو إي مونروي، ابنة فرناندو ألفاريث دي توليدو إي فيغويروا، ثالث كونت دي أوروبثا، وبياتريث دي مونروي إي أيالا، ثاني كونتيسة دي ديليتوسا.
في سنة ألف وخمسمائة وثمانية وستين، بعد وفاة الأمير كارلوس، لم يتمكن من العودة مباشرة إلى خدمة شخصيات ملكية أخرى. رافق الملك فيليب الثاني في رحلته إلى الأندلس سنة ألف وخمسمائة وسبعين، ثم انسحب من البلاط الإسباني ليتفرغ لشؤون ممتلكاته. تُوفيت زوجته الأولى سنة ألف وخمسمائة وثلاثة وسبعين، ثم تزوج لاحقاً من آنا دي توليدو إي كولونا. عيّنه الملك فيليب الثاني مبعوثاً إلى المجمع الإقليمي في توليدو سنة ألف وخمسمائة واثنين وثمانين.
لم يكن حتى سنة ألف وخمسمائة وسبعة وثمانين، حين عيّنه فيليب الثاني معلماً للأمير فيليب (الذي أصبح لاحقاً فيليب الثالث) والأميرة إيزابيل، وذلك بترشيح من كريستوبال دي مورا وفرناندو دي توليدو (شقيق جوميث). بعد ست سنوات، انضم الأمير ومعلمه إلى مجلس الدولة.
منحه الملك فيليب الثالث لقب "عظمة إسبانيا" في الخامس من مايو سنة ألف وستمائة وأربعة عشر، وارتدى القبعة أمام الملك في التاسع عشر من سبتمبر سنة ألف وستمائة وأربعة عشر في دير سان لورينثو دي إل إسكوريال.
وفاته
توفي في دير سان لورينثو دي إل إسكوريال في السابع والعشرين من يوليو سنة ألف وستمائة وستة عشر. وبعد أن وُضع مؤقتاً في دير لاس غورديّاس، دُفن في كنيسة القديس أنطولين في كاتدرائية آبيله، التي كانت تحت رعايته.
الزيجات والذرية
من زواجه الأول من آنا دي توليدو إي مونروي (– ألف وخمسمائة وثلاثة وسبعون)، أنجب:
سانشو دابيلا، توفي في طفولته.
خوانا دي توليدو، راهبة سيسترسيّة في دير سانتا آنا الملكي.
بياتريث دي مونروي، راهبة في الدير نفسه منذ سنة ألف وخمسمائة واثنين وتسعين.

ومن زواجه الثاني من آنا دي توليدو إي كولونا (– ألف وخمسمائة وستة وتسعون)، ابنة دون غارسيا دي توليدو أوسوريو، رابع مركيز دي بيافرانكا ديل بييرثو، أنجب:
فيكتوريا دابيلا إي كولونا، توفيت في طفولتها.
أنطونيو سانشو دابيلا وتوليدو كولونا، أول مركيز دي سان رومّان سنة ألف وستمائة وأربعة عشر، وخلف والده سنة ألف وستمائة وستة عشر كثالث مركيز دي فيلادا، وتزوج من كونستانثا أوسوريو.
أنطونيا دي توليدو دابيلا، التي تزوجت من خوان لويس دي لا سيردا، سادس دوق دي مديناثيلي.
الألقاب والرتب والمناصب
الألقاب: ثاني مركيز دي فيلادا، وسيد بلدات سان رومّان، بيّانويفا، غوادامورا، ولا بينتوسا.
الأوسمة: وسام كالاترافا، قائد مانثاناريس، فارس (ألف وخمسمائة وستة وتسعون).
المناصب: كبير أمناء الملك (ألف وخمسمائة وثمانية وتسعون – ألف وخمسمائة وتسعة وتسعون)، عضو مجلس الدولة، عضو مجلس الحرب، معلّم وكبير أمناء الأمير فيليب.